# S-51 (samobieżne działo polowe)
S-51 (ros. С-51) – radzieckie prototypowe samobieżne działo polowe opracowane w latach 40. XX wieku. Pojazd zbudowany był na podwoziu czołgu ciężkiego KW-1S a jego uzbrojenie stanowiła haubica B-4 wz. 1931 kalibru 203 mm.
Prototypowy egzemplarz pojazdu zbudowano w lutym 1944 roku. S-51 nigdy jednak nie wszedł do produkcji seryjnej ze względu na liczne wady konstrukcyjne, które wynikały z nieprzystosowania podwozia KW-1S do umieszczenia na nim działa tak dużego kalibru. Należał do nich znaczny odrzut powodujący duży dyskomfort załogi oraz mający niekorzystny wpływ na celność haubicy. Dodatkowym problemem była niewystarczająca liczba dostępnych haubic B-4. Jeszcze w tym samym roku opracowano podobny pojazd na podwoziu czołgu IS-85 wyposażony w armatę Br-2 wz. 1935 kalibru 152 mm, który otrzymał oznaczenie S-59. Jako że pojazd doświadczał podobnych problemów co S-51, również on nie trafił do seryjnej produkcji.